# Comitologie
La comitologie est une procédure de prise de décisions normatives européenne, plus précisément une procédure encadrant l'exercice des compétences d'exécution conférées à la Commission européenne.

## Comités au sein de l'Union européenne
Dans l’ordre communautaire comme dans la plupart des systèmes nationaux, le pouvoir législatif peut déléguer des compétences d'exécution à un organe exécutif, en l’occurrence la Commission européenne. 
Les règlements pris par la Commission sont des textes de même niveau que les textes adoptés par la procédure législative ordinaire.
La Cour de justice de l'Union européenne (CJUE) se réserve la possibilité d’invalider des textes qui iraient nettement hors du champ d’application de mesures d’exécution mais tolère une assez forte marge d’appréciation (voir arrêts C41/69, C156/93 et C417/93).

## Comitologie dans l’UE avant le traité de Lisbonne
L’exercice de ce pouvoir réglementaire par la Commission a soulevé des polémiques d’une part parce que les États membres craignaient que par ce biais la Commission ne prenne trop d’influence et d’autre part parce que le Parlement européen, dont les compétences initiales étaient fort limitées, se voyait exclu de la procédure. Le compromis de Luxembourg (1966) permit de trouver une solution pragmatique : le mécanisme de comitologie. 
La comitologie est le système utilisé par les États membres pour contrôler la Commission européenne quand celle-ci adopte des mesures d'exécution dans le cadre de la législation communautaire. Les procédures de comitologie résultent de la nécessité pratique d'adapter et de modifier des règlements techniques, en particulier dans le domaine des règles du marché unique.  D'une part, le Conseil ne pourrait pas s'occuper, lui-même, de la mise en œuvre intégrale de tous les actes législatifs communautaires. D'autre part, les États membres ne voulaient pas perdre le contrôle du processus décisionnel. Il a donc été décidé que la Commission, quand elle exercerait les compétences d'exécution qui lui sont déléguées, serait tenue de travailler avec des comités composés en pratique de fonctionnaires nationaux, désignés par les États membres. L'institutionnalisation de ce système de comités est désignée par l’appellation "comitologie". 
L'Acte unique européen et l'introduction de l'article 202 du traité CE ont donné à la procédure de comitologie une base juridique formelle. La décision du Conseil du 28 juin 1999 fixe les modalités de l’exercice des compétences d’exécution confiées à la commission (1999/468/CE) et introduit les trois principales procédures et ses comités connexes :
- comités consultatifs: ils doivent simplement rendre un avis sur les mesures d'exécution prévues par la Commission;
- comités de gestion pour les mesures de gestion telles que celles relatives à l'application de la politique agricole commune et de la politique commune de la pêche ou celles relatives à la mise en œuvre de programmes ayant des incidences budgétaires notables. Les Comités peuvent bloquer, par un vote à la majorité qualifiée (défini par l’art. 205 § 2 du Traité), une décision prise par l'exécutif et la renvoyer devant le Conseil ;
- comités réglementaires: leur soutien positif, exprimé à la majorité qualifiée, est nécessaire pour l'adoption des décisions de la Commission ayant nature de mesures de portée générale visant à mettre en application les éléments essentiels d'un acte de base, y compris les mesures concernant la protection de la santé ou de la sécurité des personnes, des animaux ou des plantes. Cette procédure s'applique principalement aux actes relevant de la codécision. Si l’avis conforme ne peut être obtenu, la Commission doit renvoyer un projet de décision au Conseil.

L’acte de base, c’est-à-dire chaque décision du Conseil et/ou du Parlement qui doit faire l'objet de règlements complémentaires, fixe les procédures de comitologie à suivre et le comité à consulter. Dans certains cas, le Conseil se réserve pour lui-même le droit de prendre des mesures d’exécution.
Pour éviter les blocages, une procédure de sauvegarde permet à la Commission de prendre une décision en cas d’inaction du Conseil si le projet de texte lui est renvoyé, si du moins ce droit lui a été reconnu dans l’acte de base. À son tour le Conseil peut abroger un règlement pris dans le cadre d’une seconde procédure de sauvegarde (le contre-filet).
Le Parlement européen est informé des progrès d’un texte dans le cadre de la comitologie et peut exiger un réexamen s’il juge qu'un projet de mesures d'exécution excède les compétences d'exécution prévues dans l'acte de base.
La procédure de réglementation avec contrôle confère un droit de veto au Parlement et au Conseil. Elle est utilisée lorsque la mesure d'exécution d'un acte juridique de base arrêté conjointement par le Conseil et le Parlement (codécision) est d'une portée générale et modifie formellement des éléments non essentiels de l'acte juridique de base ou le complète par l'ajout de nouveaux éléments non essentiels.
La transparence des procédures de comitologie est assurée par la publication des documents de procédure et par des rapports annuels. Le registre de Comitologie est accessible sur le site web de la Commission. Il existait 266 comités en 2009, chacun spécialisé dans un domaine précis.
En pratique, la Commission avait peu de conflits avec ses comités. D’un côté, ceci témoigne d’une collaboration fructueuse avec les États pour l’élaboration d’une législation secondaire. Mais d’un autre côté, on peut considérer que la recherche du consensus conduit à ne pas aller au-delà du plus petit dénominateur commun.

## Comitologie dans l’UE après le traité de Lisbonne
Le traité de Lisbonne entré en vigueur le 1er décembre 2009 a fondamentalement changé toute la procédure de comitologie. 
La Commission a la possibilité de prendre des mesures d’exécution, c'est-à-dire des règlements, directives ou décisions d’application, en étant assistée de groupes d’experts.
Désormais, on distinguera :
- les actes délégués (les pouvoirs de la Commission découlent d’une autorisation explicite dans les textes législatifs adoptés par le Conseil ou le Parlement et le Conseil, qui peu(ven)t la révoquer ou simplement bloquer le texte)
- les actes d’exécution si une application uniforme d’un acte contraignant est nécessaire dans l’UE et ne peut être laissée à l’appréciation de chaque État membre, en application du principe de subsidiarité. Dans ce dernier cas, la Commission soumet des propositions d'actes d'exécutions à l’avis d’un Comité (qui généralement prend positions selon la majorité qualifiée)

### Actes délégués (art. 290 TFUE)
La Commission se voit accorder le pouvoir de compléter ou modifier les éléments non essentiels de l’acte de base, selon la procédure suivante :
- l’acte législatif de base doit fixer les objectifs, le contenu, la portée et la durée de la délégation ainsi que les conditions auxquelles la délégation est soumise. Théoriquement donc, chaque acte de base peut fixer des variantes à cette procédure ;
- la Commission établit un projet de texte en étant assistée d’un groupe d’experts, mais elle n’a pas à rechercher l’avis ni l’accord d’un comité ;
- la Commission présente son projet de texte simultanément au Parlement et au Conseil ;
- le Parlement ou le Conseil ont un certain délai, fixé par l’acte de base, pour soit s’opposer au texte soit même pour révoquer la délégation. En cas d’urgence, le Parlement peut approuver le texte pour une mise en application avant la fin du délai. Pour s’opposer à un texte, le Parlement doit voter à la majorité absolue et le Conseil, à la majorité qualifiée. L’opposition peut être justifiée par tous motifs, y compris l’opportunité politique ;
- si le Parlement ou le Conseil n’ont pas opposé d’objections, le texte entre en vigueur à l’expiration du délai.

Entre 2009 et 2014, la procédure de comitologie procédure de réglementation avec contrôle reste valable pour les textes pris antérieurement. La Commission a entrepris une action d’alignement de ces textes antérieurs avec la nouvelle procédure et travaille à proposer leur modification selon la procédure législative.

### Actes d’exécution (art 291 TFUE)
La mise en œuvre de cette catégorie d’actes est encadrée par le règlement 182/2011 (JO du 28 février 2011). Elle comprend deux procédures :
- la procédure consultative (art 4), concernant des mesures peu sensibles, telles que l’attribution de fonds et de subventions. La Commission soumet son texte à un comité, qui vote à la majorité simple. Mais la Commission n’est pas tenue de suivre l’avis du comité, elle doit simplement en tenir le plus grand compte ;
- la procédure d’examen (art 5), pour les mesures d’exécution de portée générale, les programmes ayant des incidences budgétaires notables, les mesures concernant la politique agricole commune et la politique commune de la pêche, la fiscalité et la politique commerciale commune. Elle remplace les procédures de gestion et de réglementation. La Commission prépare son projet, selon ses règles internes de transparence. Le Parlement et le Conseil peuvent à tout moment adopter une résolution non contraignante s’ils estiment que la Commission a excédé ses compétences d’exécution (art 18). La Commission soumet ensuite son projet à un comité et trois cas peuvent se présenter :

1. L’avis est favorable. La Commission adopte le texte.
2. Le comité ne parvient pas à rendre un avis. La Commission peut adopter le texte ou revoir son projet. Elle ne peut adopter le texte s’il concerne la fiscalité, les services financiers, la santé et la sécurité ou des mesures de sauvegarde. De même, le texte ne peut être adopté si une majorité simple s’y oppose.
3. L’avis est défavorable. La Commission ne peut adopter son texte. Elle peut cependant soit revoir son projet dans un délai de deux mois et le soumettre de nouveau au comité, soit, dans un délai d’un mois, soumettre son projet à un comité d’appel (formé par le Conseil et présidé par la Commission).

Il existe deux procédures d’urgence :
- Circonstances exceptionnelles (art 7) : la Commission peut adopter un acte d’exécution si le comité rejette le texte ou ne rend pas d’avis lorsque son adoption sans délai est nécessaire pour éviter de créer une importante perturbation des marchés dans le domaine de l’agriculture ou un risque pour les intérêts financiers de l’Union. Elle doit soumettre immédiatement son acte au comité d’appel qui peut l’abroger à la majorité qualifiée.
- Mesures immédiatement applicables (art 8) : la Commission peut adopter un acte d’exécution qui s’applique immédiatement mais ne peut rester en vigueur plus de 6 mois. La Commission doit soumettre son texte à un comité dans les 14 jours. Le comité peut abroger le texte en votant à la majorité qualifiée.

## Sources